# Raulhac
Raulhac é uma comuna francesa na região administrativa de Auvérnia-Ródano-Alpes, no departamento de Cantal. Estende-se por uma área de 17,33 km². Em 2010 a comuna tinha 276 habitantes (densidade: 15,9 hab./km²).